# Великое Кольцо (премия)
«Великое Кольцо» — литературная премия в области фантастики, которая вручалась фантастам, пишущим на русском языке, по итогам голосований клубов любителей фантастики. Вручалась ежегодно с 1981 по 1994 годы (за исключением 1984 и 1985 годов).

## История премии
В 1981 году на фестивале фантастики «Аэлита» в Свердловске состоялась встреча представителей клубов любителей фантастики из разных городов СССР. На этой встрече было принято решение о создании, по аналогии с американской премией «Хьюго», новой советской литературной награды — читательской премии в области фантастики «Великое Кольцо». Название премия получила в честь одноимённой фантастической системы радиообмена информацией между высокоразвитыми цивилизациями, которая была описана в романах И. А. Ефремова «Туманность Андромеды» и «Час Быка».
Организацией премии занялся волгоградский клуб любителей фантастики «Ветер времени» в лице его председателя Бориса Завгороднего. Премия вручалась в трёх номинациях «Роман, повесть», «Короткая повесть, рассказ» и «За вклад в фантастику». В 1983 году номинаций стало четыре: «Роман», «Повесть», «Рассказ», «За вклад в фантастику». Каждый клуб любителей фантастики имел лишь один голос, затем голоса клубов суммировались и определялся победитель. По этой системе премия была вручена в 1981, 1982 и 1983 годах. Как вспоминал Борис Завгородний:
В далёком восемьдесят первом счастливом году, я — молодой, зелёный фэн, приехал на «Аэлиту» и сразу начал доказывать абсолютно доказуемое: нужна нам своя, советская «Хьюга». И все спорили со мной ужасно. Нужна, говорили, нужна. А споры закончились для меня неожиданно — ты предложил, ты и делай. И 81, 82, 83 года я так и делал. Писал письма, получал ответы, вычерчивал графики, получал результаты, изготавливал дипломы, покупал призы.
Интересно, что лауреатом премии 1983 года в номинации «За вклад в фантастику» стал сам Завгородний, который так описал это событие:
В 1983 году влип в ситуацию двенадцатого вопроса — изготовив диплом, подписав его, купив статуэтку и вручив его некоему Завгороднему Б. А. — по категории «За вклад в Фантастику». Смешно, но что же мне нужно было делать заранее? Внести предложение, чтобы мне, как проводящему голосование, приза не присуждали? Представляю реакцию! Ах, так ты так уверен, что за тебя проголосуют люди?! Ну, получи…
В 1984 году вышло секретное постановление секретариата ЦК КПСС «О серьёзных недостатках в деятельности клубов любителей фантастики», в котором была отмечена недостаточность контроля за деятельностью КЛФ, в которых ведётся пропаганда западной фантастики, «культивирующей буржуазную мораль и идеологию»,. Клуб «Ветер времени» был закрыт, как и многие другие советские КЛФ. Соответственно, премия за 1984 и 1985 годы не вручалась.
Премия была возрождена в 1986 году после совещания клубов любителей фантастики в Киеве. Организацией премии стал заниматься омский клуб любителей фантастики «Алькор» в лице его председателя М. Исангазина (а позже А. Коломейца) при поддержке Омской областной юношеской библиотеки.
После возрождения премии схема определения её победителей усложнилась. На первом этапе эксперты в области фантастики, выбранные из числа наиболее авторитетных «фэнов», подавали номинационные списки. Эти списки сводились воедино и произведения, которые были названы менее чем тремя номинаторами, исключались. Затем итоговые списки рассылались по клубам любителей фантастики России, Украины, Белоруссии, Казахстана, Азербайджана и других бывших советских республик, причём в голосовании мог принимать участие каждый желающий член того или иного КЛФ, прочитавший не менее трети произведений номинационного списка. Изменились и номинации премии. Две премии «За лучшие непереводные фантастические произведения»: «Большая форма» (роман, повесть), «Малая форма» (короткая повесть, рассказ) и премия «За лучшие переводные произведения года» (с 1988 года премия за переводные произведения была разделена на «Большую форму» и «Малую форму». Причём премия в итоге вручалась только авторам непереводных произведений на русском языке, а итоги опроса по переводным произведениям просто принимались к сведению. В 1990 году для непереводных произведений была добавлена номинация «Средняя форма» для коротких повестей и больших рассказов, но она не прижилась и в последующие годы не вручалась.
В таком формате премия вручалась ежегодно с 1986 по 1993 год. В 1994 году премия была отменена в связи с появлением премии «Интерпресскон».

### Внешний вид премии
Премия 1981-83 годов представляла собой избушку на куриных ножках, у которой вместо ножек были ракеты.
За 1984-85 годы премия не вручалась.
Премия 1986-87 была чисто символической в виде памятного адреса с гравировкой и дипломом лауреата.
На премию 1988 года деньги перечислили десятки омичей, а Первомайский райком ВЛКСМ Омска добавил недостающие средства, на которые статуэтки изготовили на агрегатном заводе им. Куйбышева.
В последующие годы премия представляла собой статуэтку, внешний вид которой в разные годы довольно сильно изменялся.

### Места и даты проведения
Церемонии присуждения премии проходили в:
- Премия за 1981 год — III фестиваль «Аэлита», г. Свердловск, 21-24 апреля 1983 года.
- Премия за 1982 год — нет данных.
- Премия за 1983 год — итоги голосования по результатам голосования 1984 года (по произведениям 1983 года) были подведены, но широко не оглашались и премии лауреатам вручены не были.
- Премия за 1984 год — опрос не проводился и премии не вручались
- Премия за 1985 год — опрос не проводился и премии не вручались
- Премия за 1986 год — опрос завершился 31 октября 1987 года. Итоги, вероятно, подвели в 1988 году.
- Премия за 1987 год — VIII фестиваль «Аэлита», г. Свердловск, 18-21 мая 1989 года.
- Премия за 1988 год — IX фестиваль «Аэлита», г. Свердловск, 24-26 мая 1990 года.
- Премия за 1989 год — X фестиваль «Аэлита», г. Екатеринбург, 22-24 мая 1991 года
- Премия за 1990 год — XI фестиваль «Аэлита», г. Екатеринбург, 22 мая 1992 г.
- Премия за 1991 год — нет данных
- Премия за 1992 год — опрос завершился 31 октября 1993 года.
- Премия за 1993 год — опрос завершился 31 октября 1994 года.

## Лауреаты премии

### 1981
- «Роман, повесть»: Владислав Крапивин «Дети синего фламинго»
- «Короткая повесть, рассказ»: Александр Бушков «Варяги без приглашения»
- «За вклад в фантастику»: Виталий Бугров

### 1982
- «Роман, повесть»: Вадим Шефнер «Лачуга должника»
- «Короткая повесть, рассказ»: Михаил Веллер «Кошелёк»
- «За вклад в фантастику»: Вл. Гаков

### 1983
- «Роман»: Владимир Михайлов «Тогда придите и рассудим»
- «Повесть»: Эдуард Геворкян «Правила игры без правил»
- «Рассказ»: Святослав Логинов «Цирюльник»
- «За вклад в фантастику»: Борис Завгородний

Кроме того, дипломами «Великого Кольца» награждены другие произведения: роман Ю. Самсонова «Стеклянный корабль», повести: В. Пирожникова «На пажитях небесных» и А. Генкина и В. Кацуры «Лекарство для Люс», рассказы А. Кубатиева, В. Рыбакова, Е. и Л. Лукиных и другие. Дипломами также отмечена деятельность В. Бабенко — старосты семинара молодых фантастов (Москва) и В. Бугрова — редактора НФ-журнала «Уральский следопыт».

### 1984
Премия не вручалась

### 1985
Премия не вручалась

### 1986
- «Большая форма»: Аркадий и Борис Стругацкие «Волны гасят ветер»
- «Малая форма»: Евгений Лукин, Любовь Лукина «Не верь глазам своим»
- «Лучшее переводное произведение»: Барри Лонгиер «Враг мой» (Enemy Mine, 1979)

### 1987
- «Большая форма»: Аркадий и Борис Стругацкие «Гадкие лебеди»
- «Малая форма»: Борис Штерн «Производственный рассказ № 1»
- «Лучшее переводное произведение»: Станислав Лем «Футурологический конгресс» (Kongres futurologiczny, 1971)

### 1988
- «Лучшее непереводное произведение»:
  - «Большая форма»: Аркадий и Борис Стругацкие «Улитка на склоне»
  - «Малая форма»: Андрей Столяров «Изгнание беса»
- «Лучшее переводное произведение»:
  - «Большая форма»: Роберт Шекли «Цивилизация статуса» (The Status Civilization, 1960)
  - «Малая форма»: Стивен Кинг «Долгий джонт» (The Jaunt, 1981)

### 1989
- «Лучшее непереводное произведение»:
  - «Большая форма»: Аркадий и Борис Стругацкие «Град обреченный»
  - «Малая форма»: Андрей Столяров «Телефон для глухих»
- «Лучшее переводное произведение»:
  - «Большая форма»: Джордж Оруэлл «1984» (Nineteen Eighty-Four, 1949)
  - «Малая форма»: Роберт Шекли «Седьмая жертва» (Seventh Victim, 1954)

### 1990
- «Лучшее непереводное произведение»:
  - «Большая форма»: Василий Аксёнов «Остров Крым»
  - «Средняя форма»: Евгений Лукин, Любовь Лукина «Вторжение»
  - «Малая форма»: Виктор Пелевин «Реконструктор (Об исследованиях П. Стецюка)»
- «Лучшее переводное произведение»:
  - «Большая форма»: Дж. Р. Р. Толкин «Две твердыни» (The Two Towers, 1954)
  - «Малая форма»: Пол Андерсон «Царица ветров и тьмы» (The Queen of Air and Darkness, 1971)

### 1991
- «Лучшее непереводное произведение»:
  - «Большая форма»: Виктор Пелевин «Принц Госплана»
  - «Малая форма»: Евгений Лукин, Любовь Лукина «Разрешите доложить!»
- «Лучшее переводное произведение»:
  - «Большая форма»: Дж. Р. Р. Толкин «Властелин колец» (The Lord of the Rings, 1954)
  - «Малая форма»: Урсула К. Ле Гуин «Правило имён» (The Rule of Names, 1964)

### 1992
- «Лучшее непереводное произведение»:
  - «Большая форма»: Евгений Лукин, Любовь Лукина «Сталь разящая»
  - «Малая форма»: Андрей Лазарчук «Священный месяц Ринь»
- «Лучшее переводное произведение»:
  - «Большая форма»: Урсула К. Ле Гуин «Волшебник Земноморья» (A Wizard of Earthsea, 1968)
  - «Малая форма»: Джордж Р. Р. Мартин «Короли-пустынники» (Sandkings, 1981)

### 1993
- «Лучшее непереводное произведение»:
  - «Большая форма»: Вячеслав Рыбаков «Гравилёт „Цесаревич“»
  - «Малая форма»: Виктор Пелевин «Бубен Верхнего мира»
- «Лучшее переводное произведение»:
  - «Большая форма»: Урсула К. Ле Гуин «Техану. Последнее из сказаний о Земноморье» (Tehanu: The Last Book of Earthsea, 1990)
  - «Малая форма»: Генри Каттнер «Этот мир — мой!» (The World Is Mine, 1943)